# Szczuroskoczki
Szczuroskoczki (Dipodomyinae) – podrodzina ssaków z rodziny karłomyszowatych (Heteromyidae).

## Zasięg występowania
Podrodzina obejmuje gatunki występujące w Ameryce Północnej.

## Systematyka

### Podział systematyczny
Do podrodziny należą następujące występujące współcześnie rodzaje:
- Microdipodops Merriam, 1891 – odskoczek
- Dipodomys J.E. Gray, 1841 – szczuroskoczek

Opisano również rodzaje wymarłe:
- Aurimys Samuels, Calede & Hunt, 2023[10] – jedynym przedstawicielem był Aurimys xeros Samuels, Calede & Hunt, 2023
- Cupidinimus Wood, 1935[11]
- Eodipodomys Voorhies, 1975[12] – jedynym przedstawicielem był Eodipodomys celtiservator Voorhies, 1975
- Prodipodomys Hibbard, 1939[13]